# Waleed Al-Ahmed
Waleed Al-Ahmed (en arabe : وليد الأحمد), né le 3 mai 1999 à Riyad en Arabie saoudite, est un footballeur international saoudien. Il joue au poste de défenseur central à Al Faisaly.

## Biographie

### En club
Le 30 juillet 2017, il joue son premier match avec Al-Hilal contre l'Espérance sportive de Tunis en championnat arabe des clubs. 
Le 10 octobre 2020, il signe avec Al Faisaly pour trois ans. Le 27 mai 2021, il est titularisé en finale de la coupe du Roi contre Al-Taawoun. Al Faisaly remporte le premier titre de son histoire.

### En sélection
Il reçoit sa première sélection en équipe d'Arabie saoudite le 1er décembre 2021, contre la Jordanie. Ce match perdu 0-1 rentre dans le cadre de la Coupe arabe de la FIFA 2021, un tournoi qui se déroule au Qatar. Al-Ahmed joue deux matchs lors de cette compétition.

## Palmarès
Al Faisaly
- Coupe du Roi (1) :
  - Vainqueur : 2021